# Hoplasoma
Hoplasoma là một chi bọ cánh cứng trong họ Chrysomelidae.
Chi này được miêu tả khoa học năm 1884 bởi Jacoby.

## Các loài
Các loài trong chi này gồm:
- Hoplasoma acuminata Medvedev, 2000
- Hoplasoma africana (Allard, 1888)
- Hoplasoma allardi Medvedev, 2000
- Hoplasoma anaimalaiensis Takizawa, 1987
- Hoplasoma annamita (Allard, 1888)
- Hoplasoma apicalis (Jacoby, 1884)
- Hoplasoma celebensis (Jacoby, 1886)
- Hoplasoma ceylonensis (Jacoby, 1886)
- Hoplasoma costatipennis (Jacoby, 1896)
- Hoplasoma dilaticornis (Jacoby, 1900)
- Hoplasoma frontalis (Jacoby, 1896)
- Hoplasoma furcata Medvedev, 2000
- Hoplasoma indica Takizawa, 1987
- Hoplasoma longicornis (Allard, 1888)
- Hoplasoma luzonica Medvedev, 2002
- Hoplasoma majorina (Laboissiere, 1929)
- Hoplasoma medvedevi Samoderzhenkov, 1992
- Hoplasoma metallica (Jacoby, 1891)
- Hoplasoma mindanensis Medvedev, 2002
- Hoplasoma minor (Gressitt & Kimoto, 1963)
- Hoplasoma nilgiriensis (Jacoby, 1904)
- Hoplasoma ornata (Baly, 1886)
- Hoplasoma philippinensis (Jacoby, 1894)
- Hoplasoma picifemora (Allard, 1888)
- Hoplasoma rostripennis (Allard, 1888)
- Hoplasoma sexmaculata (Hope, 1831)
- Hoplasoma sumatrana Medvedev, 2000
- Hoplasoma thailandicum Kimoto, 1989
- Hoplasoma unicolor (Illiger, 1800)